# Bosznia-hercegovinai férfi kosárlabda-válogatott
A Bosznia-hercegovinai férfi kosárlabda-válogatott Bosznia-Hercegovina férfi nemzeti kosárlabda csapata, amelyet a Bosznia-hercegovinai kosárlabda-szövetség (bosnyákul: Košarkaška reprezentacija Bosne i Hercegovine / Кошаркашка репрезентација Босне и Херцеговине) irányít. 1992 előtt a bosnyákok jugoszláv színekben szerepeltek a nemzetközi tornákon.

## Története
1992 előtt Jugoszlávia részeként szerepeltek a nemzetközi tornákon. 1992-ben kivívták a függetlenségüket és hamarosan megalakult a Bosznia-hercegovinai férfi kosárlabda-válogatott. Az első nagy esemény, amin részt vettek az az 1993-as Európa-bajnokságot volt. Történetük első győzelmét is megszerezték a Svédország elleni csoportmérkőzés alkalmával és bejutottak a negyeddöntőbe, ahol a későbbi döntős Horvátországtól kaptak ki 98–78-ra. Az 1995-ös tornára nem sikerült kijutniuk, viszont 1997 és 2005 között valamennyi kontinenstornán részt vettek. Azt követően 2011-ben szerepeltek ismét az Európa-bajnokságon. Két évvel később legyőzték Montenegrót, Macedóniát és Litvániát is a csoportjukban, de mindez nem volt elegendő a továbbjutáshoz. A világbajnokságra és az olimpiai játékokra még nem sikerült kijutniuk. A 2015-ös Európa-bajnokságon mindössze egy mérkőzést sikerült megnyerniük, ekkor Izraelt győzték le 86–84-re hosszabbításban. A 2017-es Európa-bajnokságra nem jutottak ki, 2022-ben pedig a 18. helyen végeztek.

## Eredmények
| Olimpiai játékok | Olimpiai játékok       | Olimpiai játékok       | Olimpiai játékok       | Olimpiai játékok       |
| Év               | Eredmény               | M                      | Gy                     | V                      |
| ---------------- | ---------------------- | ---------------------- | ---------------------- | ---------------------- |
| 1936-1988        | Jugoszlávia része volt | Jugoszlávia része volt | Jugoszlávia része volt | Jugoszlávia része volt |
| 1992             | Nem indult             | Nem indult             | Nem indult             | Nem indult             |
| 1996             | Nem jutott be          | Nem jutott be          | Nem jutott be          | Nem jutott be          |
| 2000             | Nem jutott be          | Nem jutott be          | Nem jutott be          | Nem jutott be          |
| 2004             | Nem jutott be          | Nem jutott be          | Nem jutott be          | Nem jutott be          |
| 2008             | Nem jutott be          | Nem jutott be          | Nem jutott be          | Nem jutott be          |
| 2012             | Nem jutott be          | Nem jutott be          | Nem jutott be          | Nem jutott be          |
| 2016             | Nem jutott be          | Nem jutott be          | Nem jutott be          | Nem jutott be          |
| 2020             | Nem jutott be          | Nem jutott be          | Nem jutott be          | Nem jutott be          |
| 2024             | Nem jutott be          | Nem jutott be          | Nem jutott be          | Nem jutott be          |
| Összesen         | 0/9                    |                        |                        |                        |

| FIBA-világbajnokság | FIBA-világbajnokság    | FIBA-világbajnokság    | FIBA-világbajnokság    | FIBA-világbajnokság    |
| Év                  | Eredmény               | M                      | Gy                     | V                      |
| ------------------- | ---------------------- | ---------------------- | ---------------------- | ---------------------- |
| 1950-1990           | Jugoszlávia része volt | Jugoszlávia része volt | Jugoszlávia része volt | Jugoszlávia része volt |
| 1994                | Nem jutott be          | Nem jutott be          | Nem jutott be          | Nem jutott be          |
| 1998                | Nem jutott be          | Nem jutott be          | Nem jutott be          | Nem jutott be          |
| 2002                | Nem jutott be          | Nem jutott be          | Nem jutott be          | Nem jutott be          |
| 2006                | Nem jutott be          | Nem jutott be          | Nem jutott be          | Nem jutott be          |
| 2010                | Nem jutott be          | Nem jutott be          | Nem jutott be          | Nem jutott be          |
| 2014                | Nem jutott be          | Nem jutott be          | Nem jutott be          | Nem jutott be          |
| 2019                | Nem jutott be          | Nem jutott be          | Nem jutott be          | Nem jutott be          |
| 2023                | Nem jutott be          | Nem jutott be          | Nem jutott be          | Nem jutott be          |
| Összesen            | 0/8                    |                        |                        |                        |

| Európa-bajnokság | Európa-bajnokság       | Európa-bajnokság       | Európa-bajnokság       | Európa-bajnokság       |
| Év               | Eredmény               | M                      | Gy                     | V                      |
| ---------------- | ---------------------- | ---------------------- | ---------------------- | ---------------------- |
| 1935-1991        | Jugoszlávia része volt | Jugoszlávia része volt | Jugoszlávia része volt | Jugoszlávia része volt |
| 1993             | 8.                     | 9                      | 2                      | 7                      |
| 1995             | Nem jutott be          | Nem jutott be          | Nem jutott be          | Nem jutott be          |
| 1997             | 15.                    | 5                      | 1                      | 4                      |
| 1999             | 15.                    | 3                      | 0                      | 3                      |
| 2001             | 13.                    | 3                      | 0                      | 3                      |
| 2003             | 15.                    | 3                      | 0                      | 3                      |
| 2005             | 15.                    | 3                      | 0                      | 3                      |
| 2007             | Nem jutott be          | Nem jutott be          | Nem jutott be          | Nem jutott be          |
| 2009             | Nem jutott be          | Nem jutott be          | Nem jutott be          | Nem jutott be          |
| 2011             | 19.                    | 5                      | 2                      | 3                      |
| 2013             | 13.                    | 5                      | 3                      | 2                      |
| 2015             | 23.                    | 5                      | 1                      | 4                      |
| 2017             | Nem jutott be          | Nem jutott be          | Nem jutott be          | Nem jutott be          |
| 2022             | 18.                    | 5                      | 2                      | 3                      |
| Összesen         | 10/14                  | 46                     | 11                     | 35                     |